# ポリコム
ポリコム (英: Polycom, Inc.)は、プラントロニクス社の子会社であり、ビデオ、音声、コンテンツの共同作業とコミュニケーション技術を開発するアメリカ合衆国の多国籍企業だった。 ポリコムは、1990年にブライアン・L・ヒンマンとジェフリー・ロッドマンによって共同設立された。 2018年にポリコムはプラントロニクス社に買収され、2019年に統合された企業名がPolyに変更された。 

## 製品
ポリコムは、H.264ビデオコーデック、サイレンコーデック、セSIP、ネイティブ1080p高解像度カメラとディスプレイ、ネイティブ720pおよび1080p高解像度エンコード/デコード、低遅延アーキテクチャ、低帯域幅の活用、低遅延の広帯域高度オーディオコーディング（AAC-LD）、モバイルデバイスからのフィードバックを排除するためのエコー除去と干渉フィルターを備えたマルチチャネル空間オーディオ、およびレガシービデオ会議との相互運用など、さまざまなテクノロジーのライセンスを取得している。

### ポリコムビデオ

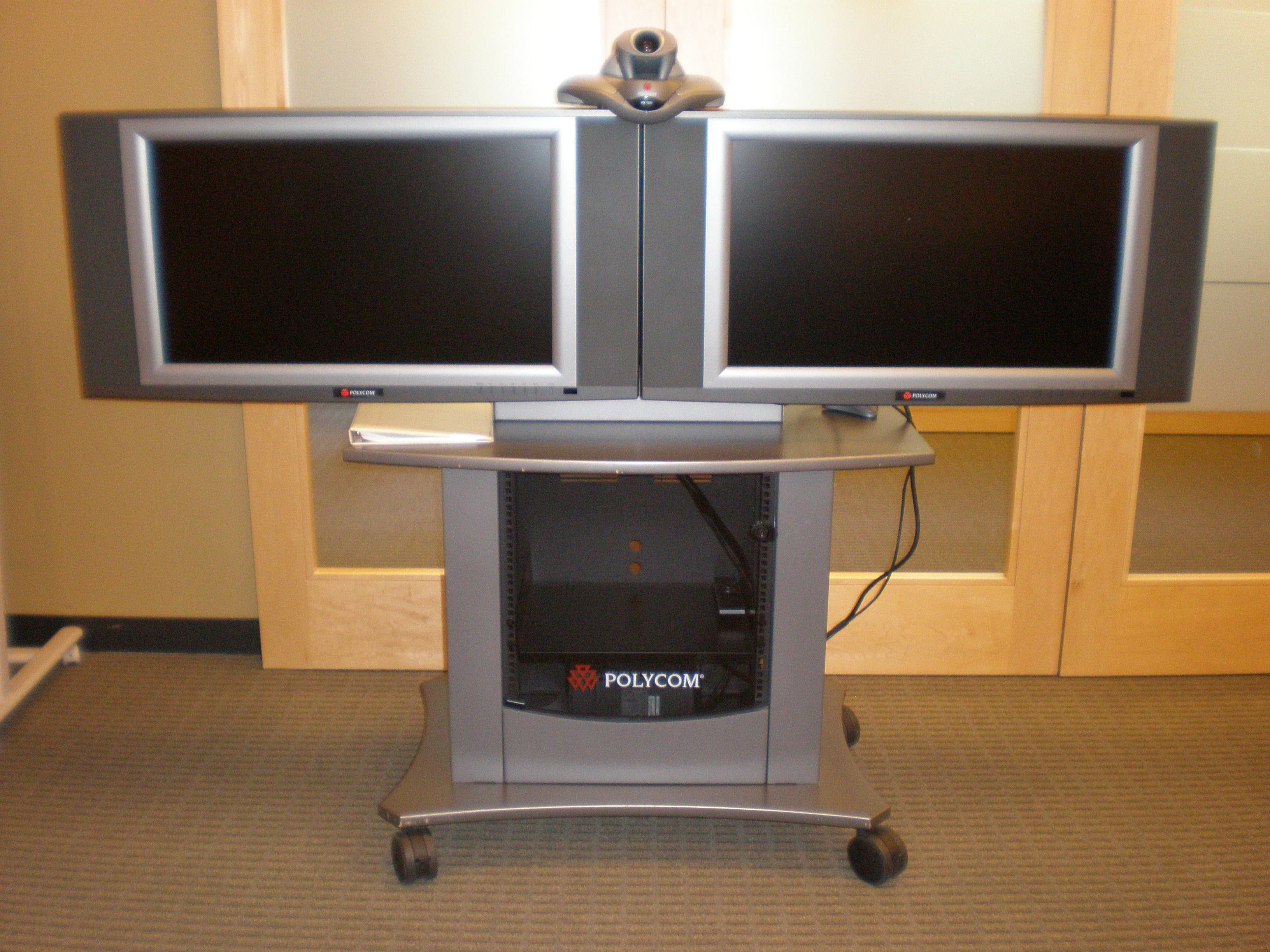
デュアルディスプレイを備えたPolycom VSX 7000ユニット。

ポリコムは、PTZ（パン-チルト-ズーム）カメラとコーデックおよび通信電子機器を統合し、その上に設置するように設計されたユーザー提供のビデオモニターに接続したセットトップユニットViewStationを使用して、1998年にビデオ会議市場に参入した。 ViewStationは当時6000米ドルで販売されており、競合他社に比べて比較的軽量だった。 
ViewStation製品ラインの他のメンバーには、マルチポイント機能、コンテンツ共有機能、および新しいH.323IPネットワークプロトコルのサポートが組み込まれたモデルが含まれていた。
2000年、ポリコムはViaVideoと呼ばれるパーソナルコンピュータベースのデスクトップビデオ会議システムを導入した。コンパクトなデバイスは、ウェブカメラの機能を提供し、当時のほとんどのデスクトップおよびラップトップコンピュータの計算制限を相殺するための追加のオンボード処理機能を備えていた。コンピューターの処理能力が向上するにつれて、ポリコムはこのハードウェアとソフトウェアのデスクトップソリューションをポリコムPVXと呼ばれるソフトウェアのみのクライアントに移行し、後にポリコムRealPresenceデスクトップ（RPD）に移行した。
2001年2月、ポリコムは、MGC-100ラインを提供した。 買収を通じて、マルチポイントブリッジング市場に参入した。 2001年10月にPictureTelを買収した。 

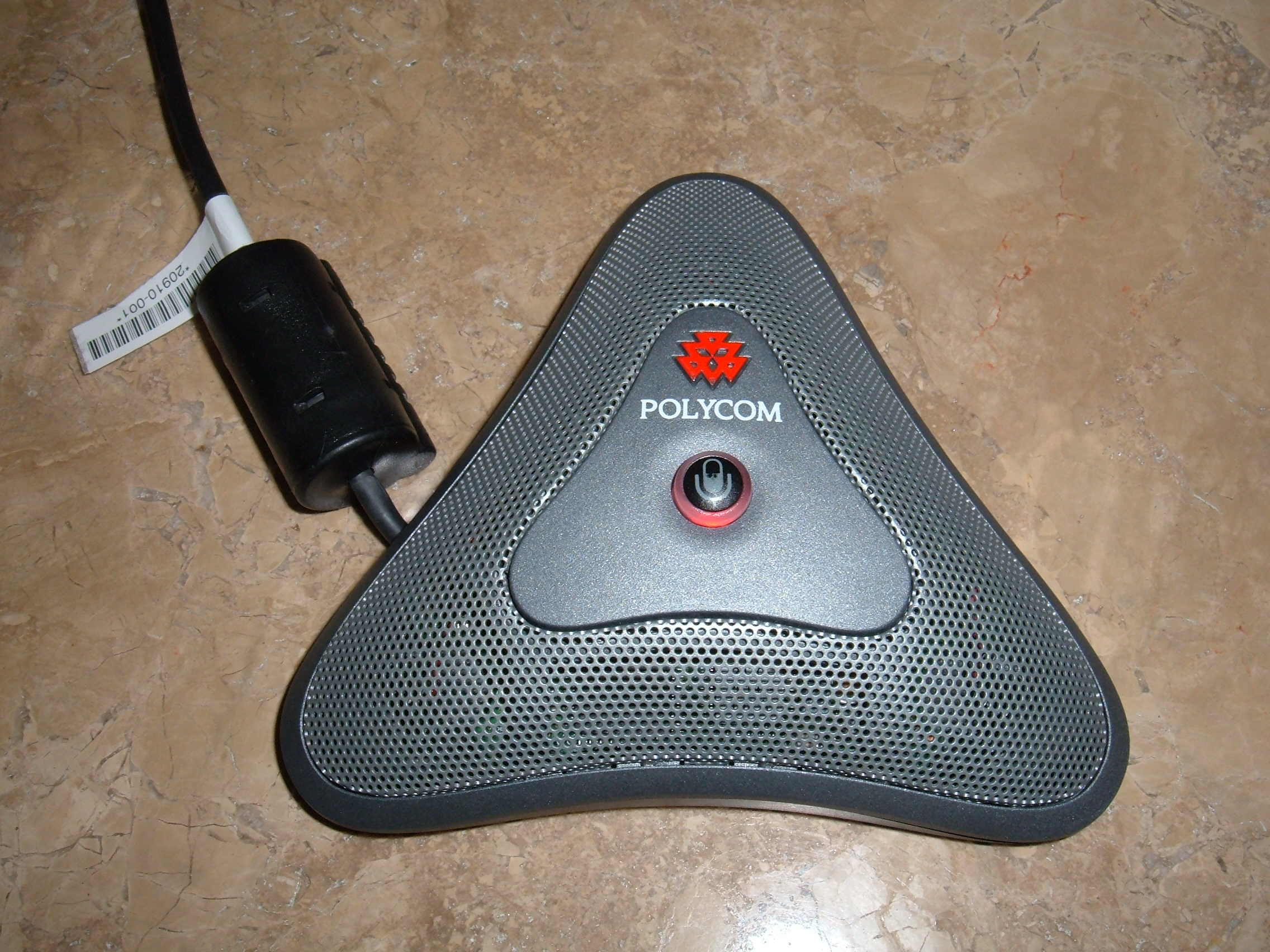
ミュートボタン付きポリコムデジタル卓上マイク

2006年、ポリコムは最初のHD （高解像度）ビデオ会議システムを発表した。その後まもなく、ポリコムが2007年1月に買収したDestiny Conferencing（旧TeleSuites）の設計に基づいた、3画面3カメラの部屋内「没入型」電話会議システムであるPolycom RealPresence Experience（RPX）を発表した。 
2007年2月、同社はHDおよびテレプレゼンスアプリケーションをサポートするように設計されたRMX2000と呼ばれる新しいマルチポイントブリッジプラットフォームを発表した。また、2007年には、Polycom Telepresence Experienceソリューションと新しいエグゼクティブデスクトップソリューションを使用してテレプレゼンスおよびHDビデオ製品ラインを拡大し、部屋ベースの会議室のラインをさらに拡大した。
2008年、ポリコムは、Polycom Converged Management Application（CMA）のビデオネットワークおよびビデオネットワーク用のシステム管理アプリケーションを提供した。その年の後半に、同社はDistributed Media Application（DMA）7000を発表した。これは、ネットワーク内でマルチポイントビデオ通話を管理および配信するネットワークベースのアプリケーションである。 2008年末に向けて、ポリコムは、システムのパフォーマンスをより高い1080pや720pといった解像度で毎秒30フレームから60フレームに向上させる計画も発表した。2010年、同社はPolycom Open Telepresence Experience（OTX 300）を発表した。これは、当時の他の同等のシステムの半分のデータ帯域幅を使用する、データ効率の高いコーデックが改善された別の3画面没入型会議システムである。

### ポリコムのオーディオと音声

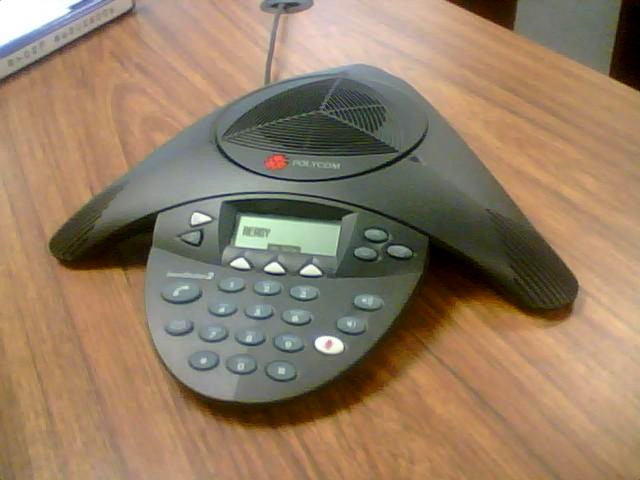
ポリコムのSoundStation IP 4000 SIP会議電話

最初のSoundStation会議電話は1992年に出荷された。元のデバイスの後には、拡張パフォーマンスを提供するバージョン（SoundStation Premier、Premier Satellite、SoundStation EX）が続いた。 SoundStationは、1993年に最初に国際的に（英国に）出荷され、その後、他の製品と拡大する国のリストが続いた。
SoundStationは、2004年にAT＆Tが元のSoundStationのベースとなったAT＆T DSP16Aプロセッサを廃止したときに、SoundStation 2に取って代わられた。ほぼ10年間に発生した技術の進歩に基づいて、SoundStation 2は、従来のアナログPOTS接続により、まだ3kHzの音声帯域幅に制限されていたが、より多くの機能と改善された音の透明性を示した。これは、 DECTシステム（北米ではWDCT）であるSoundStation 2Wワイヤレススピーカーフォンと、従来の電話回線を介した7kHz音声/HDボイス操作対応の最初のPOTSスピーカーフォンであるSoundStation VTX 1000有線スピーカーフォンによって補完された。
2001年12月、ポリコムはASPIネットワーク買収した。これは、ASPI Vortexを含むインストール済み音声システムを専門とする会社である。 12入力および12出力のVortexを使用すると、ポリコムの製品は、従来の電話会議システムよりもはるかに多くのマイクとスピーカーを処理する必要のあるオーディオビジュアルインテグレーターにまで拡張できる。 2007年、ポリコムはVortexの後継であるポリコムSoundStructureシリーズを発表した。
2001年の第1四半期に、ポリコムは最初のVoice overIP会議電話であるSoundStation IP4000を発表した。 2008年には、SoundStationのIP 6000とのSoundStation IP 7000が導入され、両方ともポリコムのHDボイスおよびアコースティッククラリティテクノロジーを実装していた。 2003年、同社は最初のHDボイス製品であるSoundStation VTX 1000会議電話を発表した。 2006年、ポリコムは、業界初のPC用HDボイススピーカーフォンであるCommunicator C100Sを発表した。
1998年、同社は一連のSoundPoint電話で回線交換デスクトップ電話事業に参入した。 2001年の第3四半期に、SoundPoint IP500を皮切りに、SoundPoint IP製品ラインでIPデスクトップ電話事業に参入した。 Polycom VoIP電話は、オープンスタンダードのSession Initiation Protocol（SIP）を使用して、さまざまな呼制御プラットフォームと連携することができる。
2007年に、ポリコムは、スペクトラ社を買収した。同社の製品ラインは、Wi-Fiと独自の無線電話システム、ならびにKIRK DECTの製品ラインから成っていた。
2008年、ポリコムはSoundStationおよびSoundPoint IP電話にアプリケーションの有効化を追加した。最初に市場に投入された製品は、同社のProductivity Suiteであり、同社はサードパーティの開発者向けにオープンAPIを提供していた。
2009年、同社は2つのビデオ対応音声製品を発表した。 1つはVVX1500ビジネスメディア電話であった。これは、パーソナルビデオ会議システムと、HDボイスとオープンAPIおよびウェブブラウザを備えたVoiceover IP（VoIP）電話を組み合わせたものであった。また、Microsoft RoundTableの再販権のライセンスを取得することにより、360度カメラを備えたテーブルマウント型のビデオおよびオーディオ会議コンソールであるCX5000を発売した。

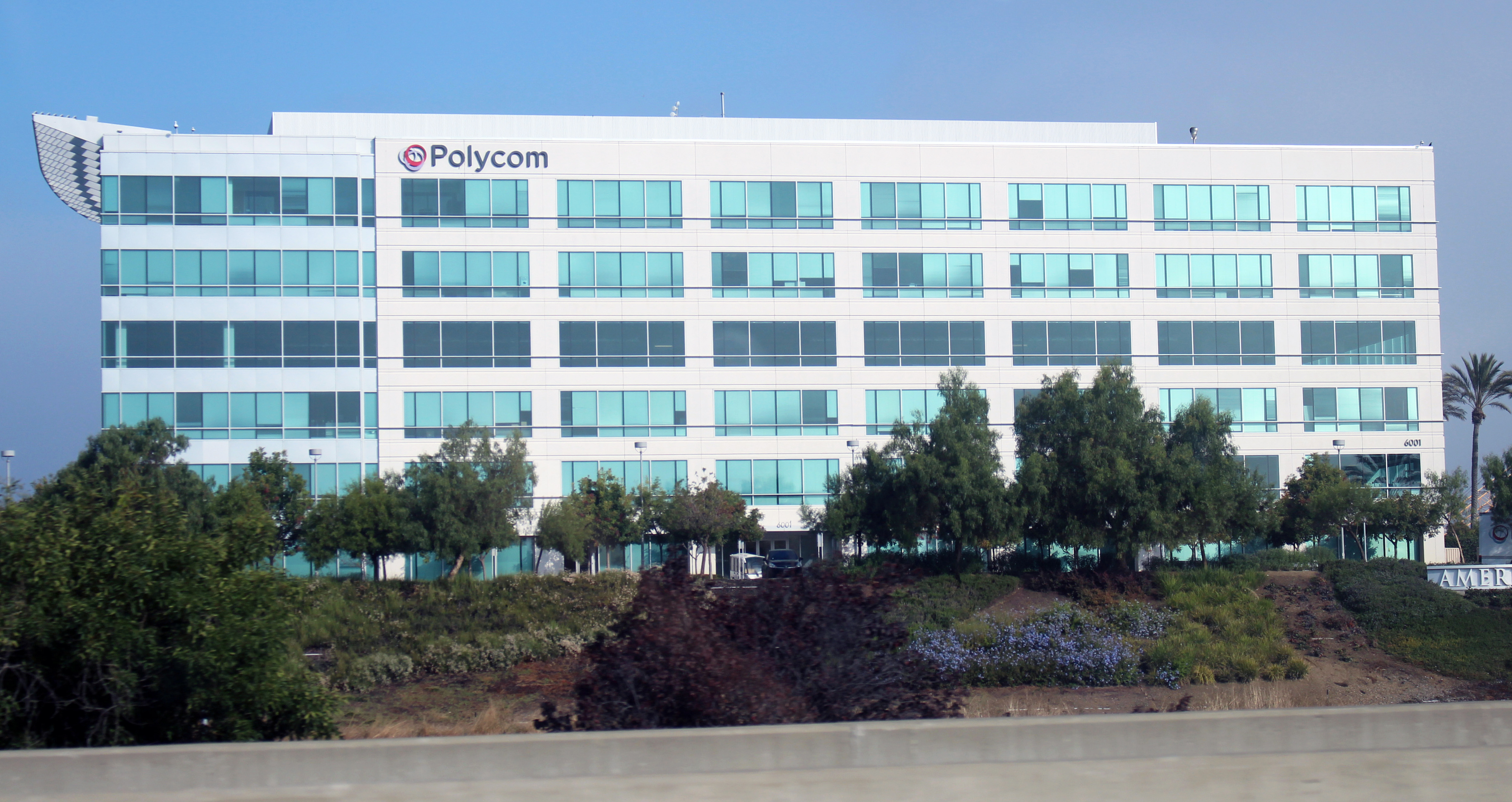
サンノゼの旧ポリコム本社

2011年、ポリコムは、ジェスチャーベースのタッチスクリーンインターフェイスを備えたVoIPビジネスメディア電話であるVVX500を発表した。 
また、2011年に、ポリコムは400万台目の会議用電話を出荷したと発表した。 
2012年に、Wi-FiおよびDECT製品はSpectralinkと呼ばれる新しい会社に売却され、 Sun Capital Partnersに約1億1,000万ドルでスピンオフされた。 